# Vittorio Filippo Melano di Portula
Vittorio Filippo Melano di Portula (ur. 28 września 1733 w Cuneo, zm. 23 grudnia 1813 w Novarze) – włoski duchowny rzymskokatolicki, w latach 1797-1813 arcybiskup ad personam Novary, dominikanin.

## Życiorys
Święcenia kapłańskie przyjął 18 września 1756. 25 marca 1778 został wybrany na arcybiskupa Cagliari, wybór potwierdziła Stolica Apostolska 1 czerwca. Sakrę biskupią otrzymał 21 czerwca 1778. 14 czerwca 1797 został wybrany na ordynariusza diecezji Novara, nominację zatwierdzono 24 lipca. Zmarł w Novarze 23 grudnia 1813.